# 江津站 (中國)

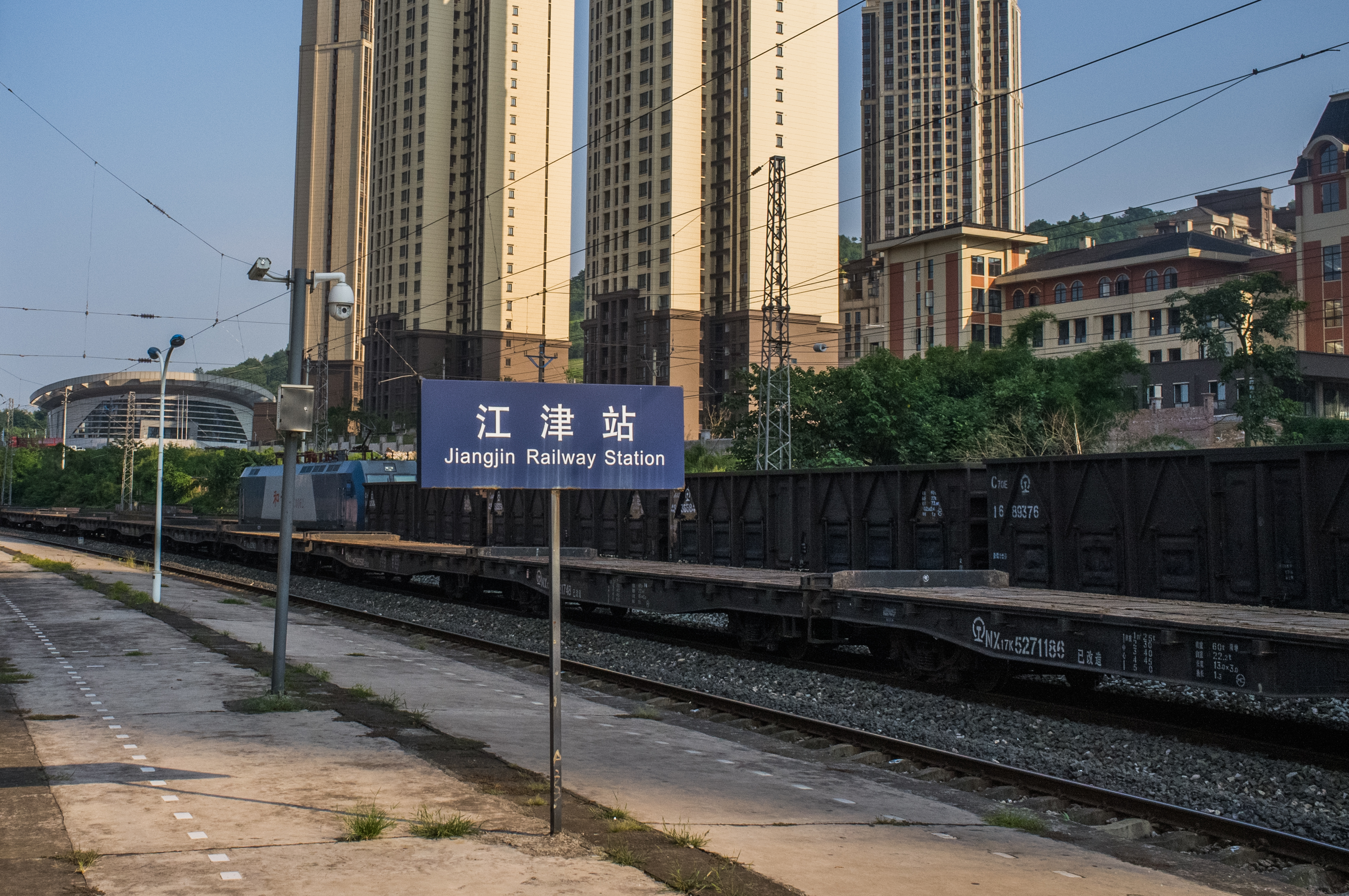
江津站站台

江津站位于中华人民共和国重庆市江津区德感镇，是一个成渝线上的铁路车站，建于1952年，目前为三等站，目前客运：办理旅客乘降；行李、包裹托运；货运：办理整车、零担货物发到；不办理原木、钢材、罐装货物发到；不办理整车爆炸品及整车一级氧化剂发到。
2024年6月15日起，配合成渝铁路重庆至江津段市郊化改造，原内江至重庆南站5611/12次改为本站始发终到。2025年7月9日至9月30日，5612/5611次列车运行区间缩短至古家沱站，本站在此期间停办旅客业务。